# Tramway d'Iaroslavl
Le tramway d'Iaroslavl est le réseau de tramways de la ville de Iaroslavl, capitale administrative de l'oblast de Iaroslavl, en Russie. Quatre lignes sont exploitées pour 42 kilomètres de voies, mais le réseau a comporté jusqu'à neuf lignes pour 66,9 kilomètres de voies. Le réseau est officiellement mis en service le 30 décembre 1900.